# 唐尼 (加利福尼亞州)
唐尼（Downey, California）是美國加利福尼亞州洛杉磯縣的一個城市，位於洛杉磯市中心東南21公里。2020年人口114,355人。